# فدراسیون بدمینتون ایران
فدراسیون بدمینتون ایران یکی از فدراسیون‌های ورزشی زیرمجموعه وزارت ورزش و جوانان و نهاد حاکم بر رشته ورزشی بدمینتون در ایران است.
این فدراسیون در سال ۱۳۵۱ توسط سازمان تربیت بدنی وقت تأسیس شد. بدمینتون در ایران در حال حاضر ۳۰ هزار ورزشکار سازمان یافته دارد.

## فهرست منابع
1. ↑  «تاریخچه فدراسیون بدمینتون ایران». بایگانی‌شده از اصلی در ۲۳ ژوئیه ۲۰۲۰. دریافت‌شده در ۲۳ ژوئیه ۲۰۲۰.
2. ↑  «فدراسیون بدمینتون ۳۰ هزار ورزشکار سازمان یافته در کشور دارد». خبرگزاری مهر | اخبار ایران و جهان | Mehr News Agency. ۲۰۱۹-۰۶-۲۵. دریافت‌شده در ۲۰۲۰-۰۷-۲۳.